# Stazione di Trivigno
La stazione di Trivigno è una stazione ferroviaria ubicata sulla ferrovia Battipaglia-Potenza-Metaponto, a servizio del comune di Trivigno.

## Storia
La stazione di Trivigno entrò in funzione il 27 dicembre 1880 contestualmente all'attivazione del tratto Potenza-Calciano della linea ferroviaria Battipaglia-Potenza-Metaponto.
Il 2 giugno 2023 la linea tra Potenza e Metaponto viene chiusa al traffico a causa di una frana tra Vaglio e Trivigno e tra Grassano e Salandra. Il 12 giugno ne era prevista comunque la chiusura per lavori di manutenzione, ma a causa della frana, dall'iniziale apertura prevista il 15 luglio la circolazione è ripresa il 20 novembre 2023.

## Strutture e impianti
La stazione è dotata di un fabbricato viaggiatori.
Il piazzale è composto da due binari per servizio viaggiatori muniti di banchina con una passerella e privi di sottopassaggi.

## Movimento
Nella stazione fermano solo alcuni dei treni regionali circolanti sulla tratta ferroviaria, con destinazioni Taranto e Potenza Centrale.